# Jacques Doillon
Jacques Doillon, född 15 mars 1944 i Paris, är en fransk filmregissör och manusförfattare.

## Utmärkelser
Doillon vann Louis Delluc-priset 1990 för Le Petit Criminel.

## Filmografi i urval
- 1974 – Lycklig med Liv (manus och regi)
- 1975 – Un sac de billes (manus och regi)
- 1979 – Slinkan (regi och regi)
- 1984 – La Pirate (manus och regi)
- 1985 – La tentation d'Isabelle (regi)
- 1985 – La Vie de Famille (manus och regi)
- 1989 – La fille de quinze ans (manus och regi)
- 1990 – Le Petit Criminel (manus och regi)
- 1996 – Ponette (manus och regi)
- 2017 – Rodin (manus och regi)